# جامعة البلمند
جامعة البلمند (بالإنجليزية: Balamand University) هي جامعةٌ خاصةٌ لبنانيةٌ تأسست في عام 1988 بيد البطريرك الأرثوذكسي إغناطيوس الرابع هزيم. يقع حرم الجامعة الأساسي في منطقة الكورة بقرب دير البلمند.

## القوانين والمراسيم
مرسوم 4885 تاريخ 4/6/ 1988 – إنشاء جامعة البلمند:
1. كلية آداب وعلوم إنسانية.
2. معهد عالٍ لتدريس اللاهوت الأرثوذكسي.
3. ضم الأكاديمية اللبنانية للفنون الجميلة (ألبا) إلى جامعة البلمند.

مرسوم 9278 تاريخ 5/10/1996، إنشاء:
1. كلية هندسة: هندسة مدنية - هندسة كهربائية - هندسة الكومبيوتر – هندسة الميكانيكا: بكالوريوس 3 سنوات + ماجيستير سنتين.
2. كلية العلوم.
3. كلية إدارة الأعمال: إدارة أعمال، اقتصاد، سياحة وإدارة فنادق: بكالوريوس 3 سنوات، ماجيستير سنتين.
4. كلية الصحة العامة وعلومها: تمريض، صحة عامة وعلوم تنمية، علوم مخبرية، تعزيز الصحة: بكالوريوس 3 سنوات.

مرسوم 1946 تاريخ 21/12/1999، إنشاء:
1. كلية القديس جاورجيوس للاختصاصات الطبية.
2. معهد جامعي للتكنولوجيا.

مرسوم 4112 تاريخ 17/10/2000، إنشاء:
1. كلية الطب

## الأكاديمية اللبنانية للفنون الجميلة ALBA – جامعة البلمند
تأسست عام 1937، وهي أول مؤسسةٍ وطنيةٍ للتعليم العالي. اعتبرت من المنافع العامة بموجب المرسوم رقم 2205 تاريخ 3/11/1944، ويوقع وزير التربية والتعليم العالي الشهادات النهائية الصادرة عن الأكاديمية التي تتم بإشراف وزارة التربية والتعليم العالي.
وبموجب المرسوم 4885 تاريخ 4/8/1988 أصبحت وحدة من جامعة البلمند.

## الاختصاصات

### كلية الهندسة
| شروط الانتساب النجاح في امتحان الـSAT. الشهادات المعتمدة - بكالوريوس 3 سنوات - بكالوريوس في الهندسة 5 سنوات - ماستر سنتين بعد بكالوريوس في العلوم ماستر سنة بعد بكالوريوس في الهندسة لغة التدريس اللغة الإنكليزية \| الشهادة \| التصنيف \| عدد السنوات \| \| -------------------------------------- \| ----------------- \| ------------- \| \| هندسة معمارية \| دبلوم دراسات عليا \| 5 إلى 6 سنوات \| \| مواصفات وكيول الكميات \| ليسانس \| 3 سنوات \| \| إدارة الورش والعمل في امانة \| ليسانس \| 3 سنوات \| \| هندسة داخلية أو التصميم \| دبلوم دراسات عليا \| 5 سنوات \| \| الحيزات التواصلية (الالتقاء والتجمعات) \| ليسانس \| 3 سنوات \| \| مخطط الحيز العمراني \| ليسانس \| 3 سنوات \| |                   |               |
| الشهادة | التصنيف           | عدد السنوات   |
| هندسة معمارية | دبلوم دراسات عليا | 5 إلى 6 سنوات |
| مواصفات وكيول الكميات | ليسانس            | 3 سنوات       |
| إدارة الورش والعمل في امانة | ليسانس            | 3 سنوات       |
| هندسة داخلية أو التصميم | دبلوم دراسات عليا | 5 سنوات       |
| الحيزات التواصلية (الالتقاء والتجمعات) | ليسانس            | 3 سنوات       |
| مخطط الحيز العمراني | ليسانس            | 3 سنوات       |

- دعاية وإعلان

1. دبلوم دراسات عليا 5 سنوات
2. ليسانس في الرسم التصويري (نشر بالوسائط المتعددة أو قصص مصورة أو عبر التقنيات المعلوماتية) 3 سنوات

- إخراج سمعي بصري سينمائي

1. دبلوم 4 سنوات

- فنون تشكيلية

1. فنون تشكيلية: ليسانس 3 سنوات – دبلوم دراسات عليا 5 سنوات
2. ترميم أيقونات: ليسانس 3 سنوات – دبلوم دراسات عليا 5 سنوات
3. فنون تطبيقية: ليسانس 3 سنوات – دبلوم دراسات عليا 5 سنوات

- تنظيم مدن

1. دبلوم دراسات عليا متخصصة (سنتين بعد دبلوم في الهندسة أو الهندسة المعمارية أو بعد الجدارة في الجغرافيا، الاقتصاد، الاجتماع، العلوم).

- شروط الانتساب

1. حيازة البكالوريا الفنية أو ما يعادلها، أو البكالوريا الفنية اللبنانية في الاختصاص المطلوب، والنجاح في امتحان اللغة الفرنسية، والمقابلة.

- المعادلات

1. جميع اختصاصات الأكاديمية معتمدة من قبل الدولة اللبنانية، وتصدر الشهادات عن وزارة التربية والتعليم العالي بموجب القانون الخاص المتعلق بشهادات الأكاديمية.

## العلاقات التعليمية الدولية والوطنية
تمكنت جامعة البلمند من إنشاء شبكةٍ من العلاقات الوطنية والدولية مع بعض المراكز المسؤولة عن إقامة مشاريع متوسطةٍ وطويلة الأمد. كما عملت جاهدةً لدعم التعليم العالي في لبنان وجعله ذات قيمةٍ دوليةٍ لا يستهان بها، وذلك كان واضحًا من خلال جهودها في هذا المجال في البحث، والعمل على حفظ الجودة في التعليم، والأنشطة ذات التوجه الدولي، والإنتماءات المؤسسية، وفي تنوع الطلاب المتفرغين وأعضاء هيئة التدريس المتفرغين.
يرتبط لبنان بأوروبا بعلاقاتٍ وطيدةٍ لا سيما في المجال التعليمي، كذلك مع الدول التي تقع على حوض البحر الأبيض المتوسط بسبب المصالح المشتركة. بناءًأ على هذه العلاقات، سعت جامعة البلمند إلى إقامة تعاونٍ قويٍ على جميع المستويات مع أوروبا من خلال دعمٍ تنقل الطلاب والموظفين في كلا الاتجاهين.
حيث أنهم تمكنوا سويًا من إقامة مشاريع مشتركة منها:
- ايراسموس موندوس: وهو عبارة عن برنامجٍ ممولٍ من الاتحاد الأوروبي يهدف إلى تقوية التعاون الأوروبي والروابط الدولية في ميدان التعليم العالي عبر دعم شهادات الماجستير والدكتوراة الأوروبية من المستوى الرفيع، والسماح لطلاب العالم بأسره لإجراء دراساتهم أقله في مؤسستين للتعليم العالي الأوروبي.[4] يعمل على تطوير التعليم العالي ومنطقة البحث بين أوروبا والشرق الأوسط.

1. T- MEDA - ضبط الشرق الأوسط وشمال إفريقيا.
2. EMPODAT - برنامج الدراسات العليا الأوروبية المتوسطية حول التبرع بالأعضاء وزرعها.
3. ADIP - التعلم عن بعد والابتكار التربوي.
4. IDEAL - ابتكار وتطوير الشراكات الأكاديمية والصناعية من خلال إدارة البحوث الفعالة في لبنان.
5. TLQAA - تجاه وكالة ضمان الجودة اللبنانية.
6. OIPULES - التوجيه والإدراج المهني في الجامعات اللبنانية، المصرية وآخرون.
7. SF-HEAT - إطار مستدام للتعليم العالي في تقنيات الطيران.
8. SLACE - تطوير شراكات تعلم الخدمة والمشاركة المدنية عبر المناهج الدراسية.
9. LEPAC - إنشاء هيئة اعتماد البرامج الهندسية اللبنانية.

- إيراسموس وبناء القدرات: والذي يضمن عدة أعمالٍ منها تصميم وإدارة المشروع الأوروبي في جنوب البحر الأبيض المتوسط؛ تقييم البرنامج للشفافية والاعتراف بالمهارات والمؤهلات؛ إطار المعايير المهنية للتميز في التدريس والتعلم في الجامعات اللبنانية؛ تطوير مناهج مهنية في إدارة المشاريع الهندسية في جامعة حلب والعمل على معالجة الغاز والنفط بواسطة تعاون لبناني أوروبي.
- اللغة العربية المتوسطية وتكنولوجيا النطق.
- إيراسموس + التنقل الائتماني الدولي: والذي يشمل الدول التالية والجامعات المرفقة.

بلجيكا- الجامعة الكاثوليكية دي لوفان.
قبرص - جامعة سيبريس ومعهد قبرص الدولي للإدارة.
فنلندا - جامعة أولولو.
ألمانيا - جامعة فريدريش ألكسندر جامعة إرلانجن نورنبيرج وجامعة برلين الحرة.
اليونان - أريسطوتيليو بانيبيستيميو تيسالونيكيس وجامعة بيرايوس.
إيطاليا- ألما ماتر ستوديوروم، جامعة بولونيا، سابينزا يونيفيرسيتا دي روما.
إسبانيا - يونيفرسيداد دي كاستيا- لامانشا، وجامعة دي ليدا.
كرواتيا - جامعة سبليت.
فرنسا - جامعة باريس الجنوبية.
رومانيا - جامعة ألكسندرو إيوان كوزا في ياش.

## الاتفاقيات مع الجامعات ومؤسسات التعليم العالي
لضمان حصول أعضاء هيئة التدريس والباحثين على مرافق بحثية معترف بها، والبقاء على اطلاعٍ جيدٍ على الابتكارات، وإجراء البحوث المتطورة، والحفاظ على جودة التعليم وفق معايير دولية، نظمت الجامعة برامج تبادل للباحثين والطلاب، ورحبت بالأساتذة الزائرين الوطنيين والدوليين البارزين من جميع أنحاء العالم. وهذه تعد خطوةً رائدةً في تاريخ الجامعة.

## عضوية الجامعة
عملت الجامعة بجدٍ لضمان العضوية في العديد من الجمعيات والمنظمات المكرسة للحفاظ على نظامٍ قوي للبحث الأكاديمي والتعليم، مثل:
- الرابطة الأمريكية لمكاتب التسجيل والقبول الجامعية
- اتحاد الجامعات العربية والأوروبية.
- اتحاد الجامعات العربية.
- الرابطة العربية لمكاتب التسجيل والقبول الجامعية.
- مؤسسة آنا ليند الأورومتوسطية للحوار بين الثقافات.
- الوكالة الجامعية للفرنكوفونية.
- الشبكة الأكاديمية للبحر الأسود وشرق المتوسط.
- مجلس الكلية.
- المؤتمر الدولي الدائم للمعاهد الجامعية للمترجمين والمترجمين الفوريين.
- عضو مشارك في الاتحاد الدولي للتجار.
- عضو كامل في شبكة الجامعة العالمية للابتكار.
- الرابطة الدولية للجامعات.
- اتحاد البيانات اللغوية.
- عضو فردي في «الجمعية الأوروبية لتدريب المهندسين».
- عضو مشارك في "شبكة UNITWIN للآثار المغمورة بالمياه.[5]

1. ↑   https://web.archive.org/web/20221123144401/https://www.auf.org/les_membres/nos-membres/. اطلع عليه بتاريخ 2022-11-23. {{استشهاد ويب}}: |url= بحاجة لعنوان (مساعدة) والوسيط |title= غير موجود أو فارغ (من ويكي بيانات) (مساعدة)
2. ↑  "museum in balamand". مؤرشف من الأصل في 2017-08-16.
3. ↑  "جامعة البلمند". www.higher-edu.gov.lb. مؤرشف من الأصل في 2020-06-02. اطلع عليه بتاريخ 2020-12-18.
4. ↑  étrangères، Ministère de l'Europe et des Affaires. "برامج منح إتحاد "إيراسموس موندوس" Erasmus Mundus". الدبلوماسية الفرنسية - وزارة أوروبا والشؤون الخارجي. مؤرشف من الأصل في 2017-10-07. اطلع عليه بتاريخ 2021-01-25.
5. ↑  {{استشهاد ويب

| مسار = http://www.balamand.edu.lb/Academics/Pages/EducationalRelations.aspx
| عنوان = University of Balamand {{!}} International and National Educational Relations
| موقع = www.balamand.edu.lb
| تاريخ الوصول = 2021-01-25
|مسار أرشيف= https://web.archive.org/web/20201124032545/http://www.balamand.edu.lb/Academics/Pages/EducationalRelations.aspx
|تاريخ أرشيف=2020-11-24}}

## وصلات خارجية
- موقع الجامعة
- جامعة البلمند Balamand